# Выборы в Совет Безопасности ООН (2013)
Выборы в Совет безопасности ООН прошли 17 октября 2013 года на 68 ГА ООН в Штаб-квартире ООН в Нью-Йорке.
В соответствии с правилами географического распределения из непостоянных членов Совета безопасности, а также сложившейся практикой, 17 октября были избраны следующие страны: Чад, Чили, Литва, Нигерия и Саудовская Аравия. 18 октября Саудовская Аравия объявила, что она отказывается от своего места, как официально было заявлено, в знак протеста против «неспособности» ООН урегулировать проблему гражданской войны в Сирии. Во втором туре, который прошёл 6 декабря, свободное место заняла Иордания.
Вновь избранные страны начали свою двухгодичную работу в Совбезе с 1 января 2014 года.